# Тагатоза
Тагатозта е кетохексоза – монозахарид съставен от шест въглеродни атома и кето-група. Тя е подсладител. Често се открива в млечни продукти и има много близък цвят до захарта (захароза) като притежава 92% от нейната сладост, но само 38% от калориите и.
Тъй като се матаболизира по начин различен от този на захарозата, сукрозата има минимален ефект върху нивата на кръвната захар и инсулина. Тагатозата е и съществено по-безопасна за зъбното здраве.

## Получаване
Тагатозата се среща с не особено големи количества в млечните продукти. Промишлено се произвежда от лактоза, която първо се хидролизира до глюкоза и галактоза. Галактозата се изомеризира при алаклни условия до D-тагатоза от калциев хидроксид (Ca(OH)2). Получената смес се пречиства, а такатозата се кристализира за да се получи твърд продукт.

## Употреба
D-Тагатозата е патентована като подсладител през 1988 г. от G. Levin. От окромври 2003 се произвежда промишлено като хранителна добавка. Употребява се предимно в САЩ, Канада и РЮА докато в Европейският съюз се очаква становището на Европейската агенция по безопасност на храните.

## Структура
Във воден разтвор тагатозата формира фуранозни и пиранозни пръстени, като значително преобладават пиранозните форми.
| D-Тагатоза             | D-Тагатоза             | D-Тагатоза            |
| Линейна форма          | Пръстена форма         | Пръстена форма        |
| ---------------------- | ---------------------- | --------------------- |
|                        | α-D-Тагатофураноза 1%  | β-D-Тагатофураноза 4% |
| α-D-Тагатопираноза 79% | β-D-Тагатопираноза 16% |                       |